# Čifluk Razgojnski
Čifluk Razgojnski (cyr. Чифлук Разгојнски) – wieś w Serbii, w okręgu jablanickim, w mieście Leskovac. W 2011 roku liczyła 312 mieszkańców.